# Corophium steinegeri
Corophium steinegeri är en kräftdjursart som beskrevs av Gurjanova 1951. Corophium steinegeri ingår i släktet Corophium och familjen Corophiidae. Inga underarter finns listade i Catalogue of Life.